# Grey's Anatomy (album)
Grey's Anatomy is een serie soundtrackalbums gebaseerd op de Amerikaanse televisieserie Grey's Anatomy.

## Geschiedenis
Het eerste album verscheen op 27 september 2005, het tweede op 12 september 2006, het derde op 11 september 2007 en het vierde op 9 september 2011.

## Deel 1
1. The Postal Service "Such Great Heights"
2. Róisín Murphy "Ruby Blue"
3. Maria Taylor "Song Beneath the Song"
4. Tegan and Sara "Where Does the Good Go?"
5. Mike Doughty "Looking at the World from the Bottom of a Well"
6. Get Set Go "Wait"
7. The Eames Era "Could be Anything"
8. Rilo Kiley "Portions for Foxes"
9. Joe Purdy "The City"
10. Medeski, Martin & Wood "End of the World Party"
11. Ben Lee "Catch My Disease" (Live)
12. The Ditty Bops "There's a Girl"
13. The Radio "Whatever Gets You Through Today"
14. Inara George "Fools in Love"
15. Psapp "Cosy in the Rocket"

## Deel 2
1. The Fray "How to Save a Life"
2. Moonbabies "War on Sound"
3. Jim Noir "I Me You"
4. Ursula 1000 "Kaboom!"
5. Anya Marina "Miss Halfway"
6. Jamie Lidell "Multiply"
7. KT Tunstall "Universe & U"
8. Metric "Monster Hospital"
9. Gomez "How We Operate"
10. Kate Havnevik "Grace"
11. The Chalets "Sexy Mistake"
12. Gran Bel Fisher "Bound by Love"
13. Get Set Go "I Hate Everyone"
14. Foy Vance "Homebird"
15. Snow Patrol "Chasing Cars"

## Deel 3
1. Peter Bjorn and John "Young Folks"
2. The Bird and the Bee "Again & Again"
3. The Jealous Girlfriends "Something in the Water"
4. Leslie Feist "Sealion"
5. Bill Ricchini "A Cold Wind Will Blow through Your Door"
6. Grace Potter & The Nocturnals "Falling or Flying"
7. Koop "Come to Me"
8. Jesus Jackson "Running on Sunshine"
9. Robert Randolph "Ain't Nothing Wrong with That"
10. Paolo Nutini "Million Faces"
11. Mat Kearney "Breathe In Breathe Out"
12. Gomez "Moon and Sun"
13. John Legend "Sun Comes Up"
14. Ingrid Michaelson "Keep Breathing"
15. Brandi Carlile "The Story"

## Deel 4
1. Lykke Li "Get Some"
2. Scars on 45 "Heart on Fire"
3. Katie Herzig "Way to the Future"
4. Peter, Bjorn & John "Second Chance"
5. Cee Lo Green "Old Fashioned"
6. The National "England"
7. Graffiti6 "Stare into the Sun"
8. Lissie "Worried About"
9. Delta Spirit "Salt in the Wound"
10. Correatown "Further"
11. The Republic Tigers "The Infidel"
12. The Quiet Kind "In Front of You"
13. Tim Myers "Entwined"
14. The Boxer Rebellion "Both Sides Are Even"